# Georg Bertram (Pianist)
Georg Bertram (* 27. April 1882 in Berlin; † 14. Juli 1941 in New York City) war ein deutscher Pianist und Musikpädagoge.

## Leben und Werk
Georg Bertram stammte aus einer jüdischen Familie. Seine Eltern waren der Kaufmann Paul Bertram (1851–1926) und Hulda Bertram, geb. Jablonsky (1851–1910). Geboren wurde er im damaligen Berliner Stadtteil Königsstadt (heute Friedrichshain). Nach dem Besuch eines Gymnasiums studierte Bertram in seiner Heimatstadt Klavier zunächst bei Edgar Munzinger (1847–1905). Als Schüler des Stern’sches Konservatoriums setze Bertram von 1900 bis 1903 seine Ausbildung bei Ernst Jedliczka (Klavier) und Philipp Rüfer (Komposition) fort. Bei Hans Pfitzner belegte er zusätzlich Komposition und Dirigieren. Unmittelbar anschließend, von September 1903 bis August 1920, unterrichtete Bertram selber am Stern’schen Konservatorium Klavier. Unter seinen Schülern ragten Lilly Dymont, Salvador Ley und Max Saal heraus.
Als Solist konzertierte er mit Dirigenten wie Wilhelm Furtwängler, Bruno Walter und Karl Muck. Er absolvierte Tourneen durch England, Polen, Schweden und durch die Niederlande; 1907 gaben Sergei Kussewitzky (Kontrabass) und Bertram Gastspiele in mehreren europäischen Ländern.
Er spielte von 1924 bis 1928 eine Reihe von Tonträgern, darunter mehrere Studien von Frédéric Chopin, Variationen über ein Beethoven-Thema von Camille Saint-Saëns (Version für zwei Klaviere zusammen mit Karol Szreter), Pjotr Tschaikowskis Nikolai Rubinstein gewidmeten Klaviertrio Dem Andenken eines großen Künstlers, op. 50 (zusammen mit Rudolf Deman und Karl Dechert), das Konzert für vier Klaviere und Orchester von Antonio Vivaldi mit Bruno Eisner, Leonid Kreutzer und Franz Osborn und den Berliner Philharmonikern unter Heinz Unger, ein.
Nach der Machtübernahme der Nationalsozialisten trat Georg Bertram einige Zeit lang in Konzerten des Kulturbunds Deutscher Juden auf, so 1934 mit der Sängerin Paula Salomon-Lindberg in Dresden oder 1935 mit dem Streichquartett des ukrainischen Violinisten Boris Kroyt in Berlin. Er konnte dann Deutschland verlassen und wirkte ab 1936 in den Vereinigten Staaten.